# Can Castanyer (Riells del Fai)
|  | Per a altres significats, vegeu «Can Castanyer (urbanització)». |

Can Castanyer és una casa que procedeix d'una antiga masia del poble de Riells del Fai, en el terme municipal de Bigues i Riells, al Vallès Oriental.
Està situada al sud del poble, en un petit veïnat que forma al voltant de la carretera BV-1483, la que condueix al poble de Riells del Fai, en el seu primer tram, juntament amb Can Prat, Can Boneto i Can Mas. Can Castanyer és la que queda més a migdia del conjunt.
Com moltes antigues masies, els canvis moderns, fruit de l'adaptació a les necessitats de la vida actual, han anat transformant les velles masies en cases modernes amb poc aspecte de casa rural. És el cas de Can Castanyer.